# Catherine Bernstein
Pour les articles homonymes, voir Bernstein.
Catherine Bernstein, née à Tours le 18 août 1964, est une réalisatrice et documentariste française.

## Biographie
Catherine Bernstein grandit à Tours. Elle part à Paris étudier la littérature et le cinéma à l'Université Sorbonne-Nouvelle.
Après avoir été assistante à la réalisation sur des longs métrages, elle réalise des courts-métrages de fiction puis des documentaires.
En 2006, elle réalise une série d’entretiens d’une durée totale de cinq heures sur la vie de Simone Veil. Ces entretiens sortiront en 2022, soit cinq ans après sa mort,. France 2 diffusera ce témoignage en octobre 2022.
Elle encadre de 2009 à 2019 Archidoc, atelier européen de films documentaires de La Fémis.

## Filmographie
- Zohra à la plage – 8 min -FR2 1995 (Prix du Jury de Ciné Cinémas - Prix du Jury au festival de Montecatine - Prix Aaton à Locarno)
- Autopsie d’une femme vivante – 52 min – 1996
- Oma – 52 min – 1997 (Prix du Jury à Vic-le-Comte)
- Les Raisins verts – 52 min – 1998 (Prix Jean Lodz de la SCAM)
- Pour la vie – 8 min – 1998
- Les absentes – 90 min - 1998
- Sous le signe de la balance – 13 min – FR3 2000
- Paroles de ZEP – 52 min – 2003
- Assassinat d’une modiste – 87 min – Arte 2006 (Prix de la Création au Festival Trace de Vie de Clermont-Ferrand - Prix du meilleur documentaire au festival Jewish Eye au Festival d’Ashkelon en Israël - Jewish Film Festival au Lincoln Center à New York - Étoile de la SCAM)
- Le chant de la baleine – fiction de 45 min – FR3 2007
- Le voyage encyclopédique de Michel Serres – 52 min – FR5 2008
- Asylum – 40 min- Arte 2008 (Prix du Jury au festival de Lorquin)
- Nue – 8 min- Arte 2008 (Prix du Meilleur Film au festival international de court-métrage de Saint-Pétersbourg)
- Un crime français – 52 min – FR3 2011
- Paysages – 30 min – 2011
- Alan Turing, Le code de la vie – 30 min – 2012
- Le Modèle Turing – 29 min - CNRS 2012
- Ils sont partis comme ça – co-réalisé avec Julien Simon – 52 min - 2014
- T4, un médecin sous le nazisme – 57 min – FR3 2014 (Prix du Public au festival des créations audiovisuelles de Luchon)
- Le Libraire – co-réalisé avec Assen Vladimirov – 40 min –Histoire- 2015 (Prix du Jury au festival du documentaire et du film animé de Bulgarie - Prix de la Critique au festival du documentaire et du film animé de Bulgarie (Prix du Film d’Archives au festival du documentaire et du film animé de Bulgarie - Prix du Meilleur Film Indépendant au Festival du film historique à Rijeka en Croatie - Étoile de la SCAM)
- Après la guerre, les restitutions – 52 min – FR3 2015
- Les Tourangelles – 52 min – FR3 2017
- Fritz Bauer, un procureur contre le nazisme – 57 minutes – Arte 2017 (Prix au Festival du Film Historique de Rijeka en Croatie)
- La SNCF sous l'Occupation – 66 min – FR3 2019 (Sélection Panorama au Fipadoc)
- Les identités de Mona Ozouf – 52 min– FR3 2020
- Sauvons les enfants – 63 min – FR3 2021 (Prix de la Meilleure œuvre française de documentaire du Syndicat français de la Critique de Cinéma et des films de télévision - Prix Historia du Documentaire Historiques - Étoile de la SCAM)
- Naissance d'un héros noir au cinéma – Sweet Black Film – co-réalisé avec Martine Delumeau - 52 min 2022 (Prix Caméo en compétition d’histoire du cinéma au festival international du film d’histoire de Pessac)
- Congo-Océan – un chemin de fer et sang 66 min pour FR5 en 2023 (Sélection Officielle Fipadoc 2024 – Prix du Jury au festival international de documentaire de Guyane 2024 - Prix Georges Duby 2024 décerné par le jury du Prix du documentaire des Rendez-vous de l’histoire à Blois)
- Tsigane, le grand silence – 52 min pour FR3-Occitanie en 2024 (Prix du Jury au Circom 2024 – festival des télévisions publiques locales européennes)
- Les Voyageurs – long-métrage documentaire sur un couple de retraités gitans qui partent en camping-car sur les traces du génocide des tsiganes.
- Auschwitz – Des survivants racontent – Série de 5 documentaires de 40 min pour FR5 en 2025

## Entretiens
- 2006 : Réalise 40 entretiens filmés d’anciens déportés, de Justes et d’enfants cachés pour l’INA et la FMS